# Senatsverwaltung für Wissenschaft, Gesundheit und Pflege
Die Berliner Senatsverwaltung für Wissenschaft, Gesundheit und Pflege (kurz: SenWGP) ist eine von zehn Fachverwaltungen des Berliner Senats im Range eines Landesministeriums und als solche Teil der Landesregierung sowie zuständige oberste Landesbehörde für die Wissenschafts-, Gesundheits- und Pflegepolitik in der deutschen Hauptstadt.

## Geschichte
Im ersten Magistrat von Berlin nach dem Zweiten Weltkrieg war die Gesundheitspolitik durch einen „Stadtrat für Gesundheitswesen“ erfüllt, ab 1951 durch die „Senatsverwaltung für Gesundheitswesen“. Seit 1967 war diese Senatsverwaltung zeitweise auch für andere Fachbereiche zuständig, beziehungsweise war der Fachbereich anderen Senatsverwaltungen angegliedert: Soziales (1967–1971, 1981–1991, 1996–2006, 2011–2016), Arbeit (1967–1971, 1999–2002), Umweltschutz (1971–1981, 2006–2011) und Verbraucherschutz (2002–2011). 
Eine „Senatsverwaltung für Wissenschaft und Kunst“ wurde erstmals 1963 gegründet. Ab 1977 nannte sich diese Institution „Senatsverwaltung für Wissenschaft und Forschung“. Seit 1996 war sie zeitweise auch für andere Fachbereiche zuständig: Kultur (1996–2006), Bildung (2006–2016) und Jugend (2011–2016). 2016 wurde die Senatsverwaltung aufgelöst und als Geschäftsbereich der Senatskanzlei übertragen. 2021 wurde der Fachbereich „Wissenschaft“ wieder aus der Senatskanzlei aus- und in die Gesundheitsverwaltung eingegliedert, wobei die „Senatsverwaltung für Wissenschaft, Gesundheit, Pflege und Gleichstellung“ entstand. Seit 2023 trägt diese Verwaltung ihren heutigen Namen.
Derzeitige Senatorin ist seit dem 27. April 2023 Ina Czyborra (SPD). Sie wird durch die Staatssekretäre Ellen Haußdörfer und Henry Marx unterstützt.

## Aufgaben und Organisation
Die Senatsverwaltung für Wissenschaft, Gesundheit und Pflege gliedert sich in vier den Kompetenzfeldern entsprechende Hauptabteilungen und eine allgemeine Querschnittsabteilung für Personal und Finanzen. Hinzu kommen ein der Senatorin direkt unterstellter Leitungsstab, die Pressestelle, eine Verbindungsstelle für Kabinetts-, Bundes- und EU-Angelegenheiten sowie die jeweils eigenständigen sowie der Senatorin zugeordneten Landesbeauftragten für psychische Gesundheit, Sucht und Patienten. (Stand: Juni 2023)

### Abteilung Z
Die Abteilung Z (Zentrales) ist für allgemeine organisatorische Fragen von Recht, Personal, Finanzen und Infrastruktur zuständig.

### Abteilung I
Die Abteilung I ist für den Bereich Gesundheit zuständig und verantwortet unter anderem die allgemeine Gesundheitsberichterstattung, Epidemiologie, Gesundheits- und Sozialinformationssysteme, Psychiatrie, Suchtprävention und Vorsorge, Fragen der Kranken- und Sozialversicherung, Krankenhauswesen, Notfallvorsorge und Gesundheitswirtschaft, Arzneimittelversorgung und die Aufklärungs- sowie Öffentlichkeitsarbeit in Gesundheitsangelegenheiten.

### Abteilung II
Die Abteilung II ist für den gesamten Bereich der Pflege zuständig und kümmert sich um Fragen der Pflegeberufe, um Pflegeeinrichtungen, Pflegeversicherung sowie um Zukunftsperspektiven und Konzeptentwicklung für moderne Pflege und Altenhilfe vor dem Hintergrund der Digitalisierung und mit dem Ziel der Prävention und Teilhabe.

### Abteilung III
Die Abteilung III war bis zur Senatsumstellung für sämtliche Fragen der Frauen- und Gleichstellungspolitik verantwortlich und ging am 27. April 2023 an SenASGIVA. Die nachfolgende Nummerierung wurde vorerst beibehalten.

### Abteilung IV
Die Abteilung IV ist für die außeruniversitäre Forschung und die Charité zuständig und damit unter anderem verantwortlich für überregionale Forschungsförderung, Technologietransfer und die Hochschulmedizin.

### Abteilung V
Die Abteilung V ist für den Bereich der Hochschulen zuständig.

### Nachgeordnete Einrichtungen
Der Senatsverwaltung nachgeordnete Einrichtungen sind das Landesinstitut für gerichtliche und soziale Medizin sowie das Berliner Krankenhaus des Maßregelvollzugs (KMV).
Das Gemeinsame Krebsregister (GKR) der Länder Berlin, Brandenburg, Mecklenburg-Vorpommern, Sachsen-Anhalt, Sachsen und Thüringen gehörte bis zu seiner Auflösung zum 31. Dezember 2022 ebenfalls zu den nachgeordneten Einrichtungen der Senatsverwaltung.

## Sitz
Die Behörde hat ihren Sitz im Ortsteil Kreuzberg in der Oranienstraße 106.